# Centaurea arabica
Centaurea arabica là một loài thực vật có hoa trong họ Cúc. Loài này được Velen. mô tả khoa học đầu tiên.